# Gertrud Januszewski
Gertrud Maria Elisabeth Januszewski (* 3. Oktober 1911 in Wilmersdorf; † 21. Februar 2001 in Sittard) war eine polnisch-niederländische Zeichnerin, Papierschnittkünstlerin und Bildhauerin.

## Leben und Werk
Gertrud Januszewski wuchs als einzige Tochter polnischer Eltern in Wilmersdorf auf, das 1920 an Groß-Berlin angeschlossen wurde. Ihr Vater war Landschaftsarchitekt. Sie wurde in Deutschland ausgebildet und arbeitete als bildende Künstlerin und Illustratorin für einen Verlag in Augsburg und in der Schweiz. Sie illustrierte Kinderzeitschriften, gestaltete Bucheinbände, fertigte Weihnachtskarten und Kommunionbilder. 1934 gewann sie einen vom Dikasterium für die Evangelisierung (Congregatio de Propaganda Fide) in Rom organisierten Wettbewerb. Das Preisgeld ermöglichte ihr mehrere Auslandsreisen.
Gertrud Januszewski lehnte eine Mitgliedschaft in der 1933 von den Nationalsozialisten eingerichteten Reichskulturkammer ab und ging nach Italien, um dort Plakate zu entwerfen. Da ihr Werk nicht den erforderlichen Erfolg hatte, zog sie 1939 in die Niederlande. Die Kriegsjahre verbrachte sie als Konfessionslose im Kloster der Dominikanerinnen von Bethanien in Venlo, wo sie als Haushälterin und Pförtnerin arbeitete. Neben ihren grafischen Arbeiten, unter anderem Gebets- und Andachtsbilder, fertigte sie Scherenschnitte an, die sie 1941 im Museum van Nieuwe Religieuze Kunst, einer Zweigstelle des Erzbischöflichen Museums, in Utrecht ausstellte. Sie illustrierte Zeitschriften und zahlreiche Kinderbücher, wie die vom Kloster herausgegebene dreiteilige Reihe „Buiten spelen“ 1946.

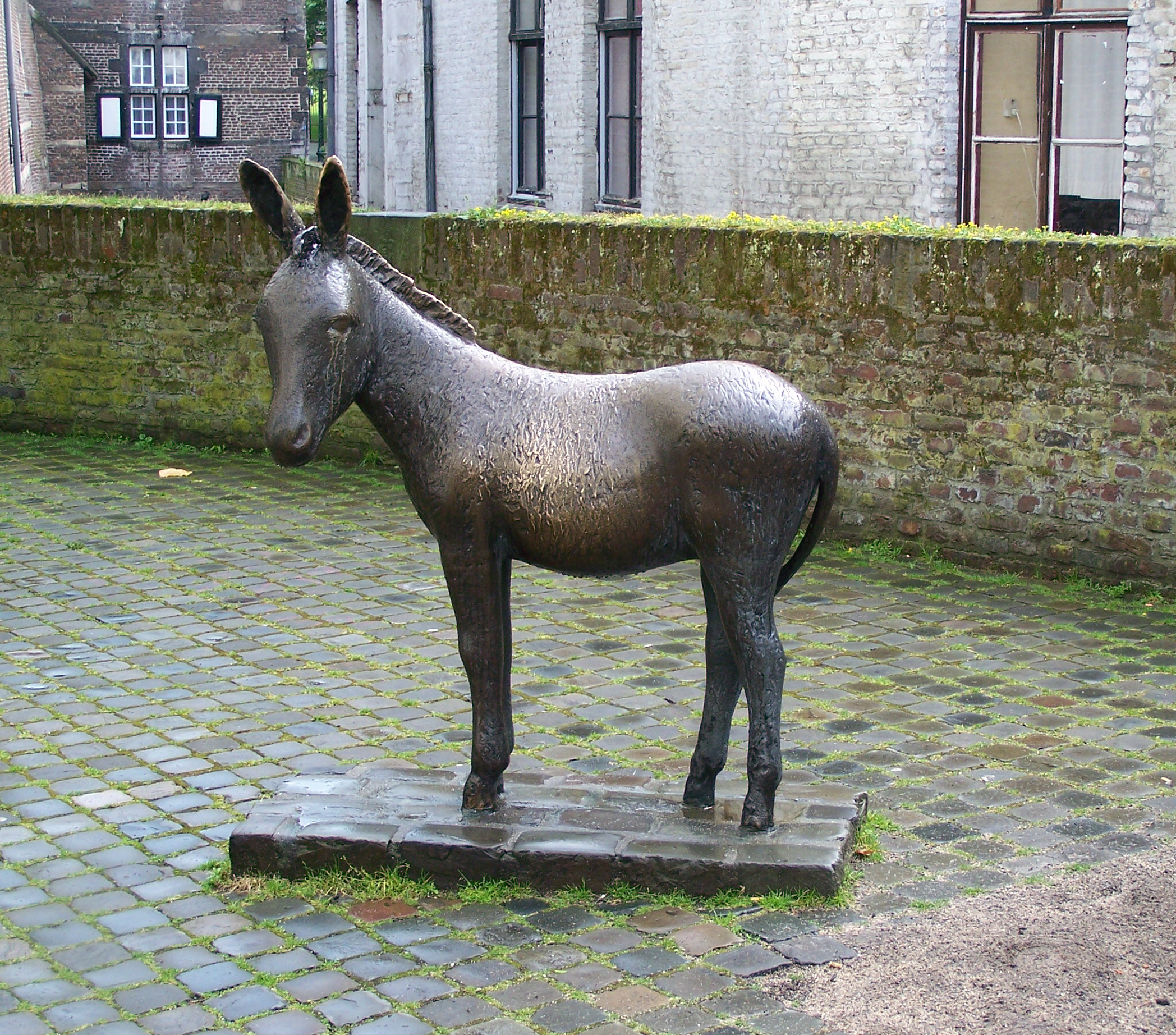
Ezel, Ezelmarkt, Maastricht

Im Jahr 1955 kam Gertrud Januszewski mit dem Grafiker Hubert Levigne und über ihn mit der Jan van Eyck Academie in Maastricht in Kontakt. Sie zog in das Gemmakloster der Passionisten in Sittard und studierte an der Akademie Bildhauerei bei Fred Carasso. Sie entschied sich bewusst für eine nicht-grafische Richtung, da sie sich als Künstlerin auf einer breiteren Ebene weiterentwickeln wollte. Im Juli 1957 erhielt sie die niederländische Staatsbürgerschaft. Sie schloss ihr Studium 1960 mit Auszeichnung ab. Ihre Abschlussarbeit war ein Kreuzweg aus Schamotte, für den sie 1960 den Preis der Stadt Maastricht erhielt. In den darauffolgenden Jahren schuf sie zahlreiche Kreuzwegbilder. 1966 ließ sie sich in Maastricht nieder. Mit der zunehmenden Säkularisierung verschwand die Nachfrage nach religiösen Werken und sie konzentrierte sich auf Bronzestatuen, darunter diejenigen eines Esels und D'Artagnan für Maastricht. Gertrud Januszewskis Werk umfasst Skulpturen, Medaillen, Illustrationen, Wandteppiche und Scherenschnitte. Sie schnitt Heilige und Bibelfiguren aus dünnem, schwarzem Papier aus und platzierte diese filigranen Werke ohne sie zu verkleben zwischen zwei Glasplatten.
Gertrud Januszewski starb im Jahr 2001. Nach ihrem Tod wurden einige ihrer Scherenschnitte, Gebetskarten und Zeichnungen in die Sammlung des Niederländischen Museums für Scherenschnittkunst in Schoonhoven aufgenommen. Weitere Werke von ihr befinden sich auch im Westfries Museum in Hoorn und in der Sammlung des Museum Catharijneconvent. 2005 wurde im Museum van Papierknipkunst in Westerbork eine Ausstellung mit ihren Scherenschnitten gezeigt.

## Werke (Auswahl)
- 1960: Kreuzweg der Kapelle des Internats der Ursulinenschwestern, Roermond
- 1961–1964: Kreuzweg für „Huize Maria“, Noordwijkerhout
- 1962–1965: Kreuzweg vor der Kapelle des „Ziekenhuis Sint Annadal“, ab 1991 in der Servaasbasiliek, Maastricht
- 1966: Kreuzweg für das Kloster in Sittard
- 1967: Bronzestatue Spelende kinderen. Chopinstraat, Sittard[7]
- 1976: Bronzestatue Ezel. Ezelmarkt, Maastricht
- 1977: Bronzestatue D'Artagnan, Waldeckpark, Maastricht (2006 gestohlen)
- Zwanzig Scherenschnitte, Kreuzgang des Klosters der Dominikanerinnen von Bethanien, Venlo

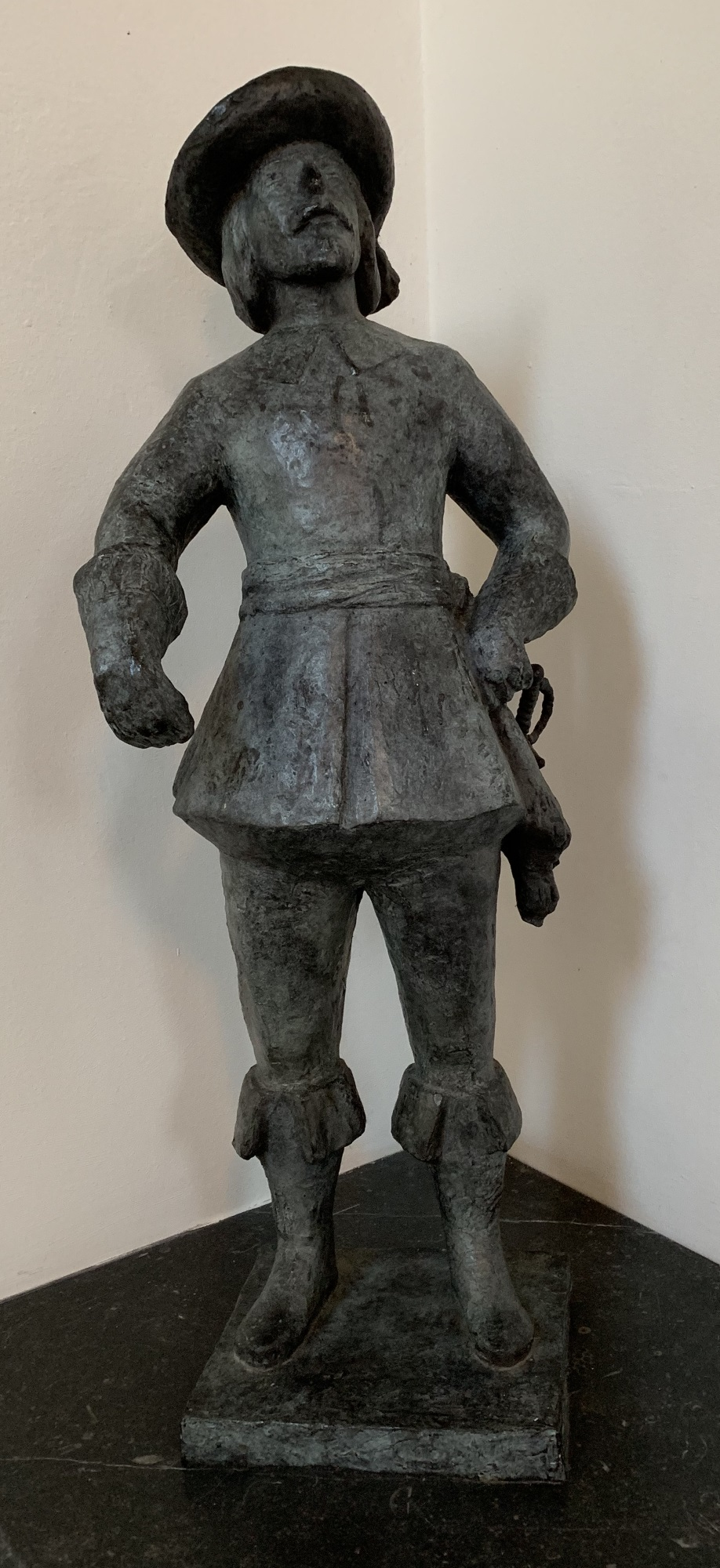
D'Artagnan
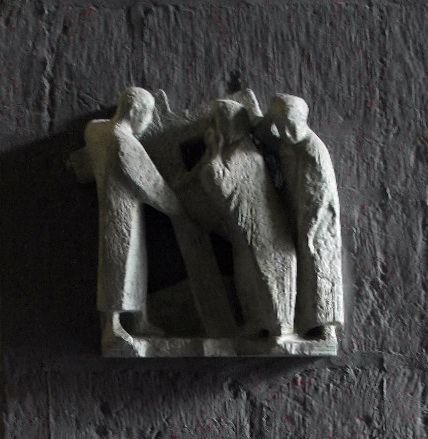
Kreuzweg Servaasbasiliek, Maastricht
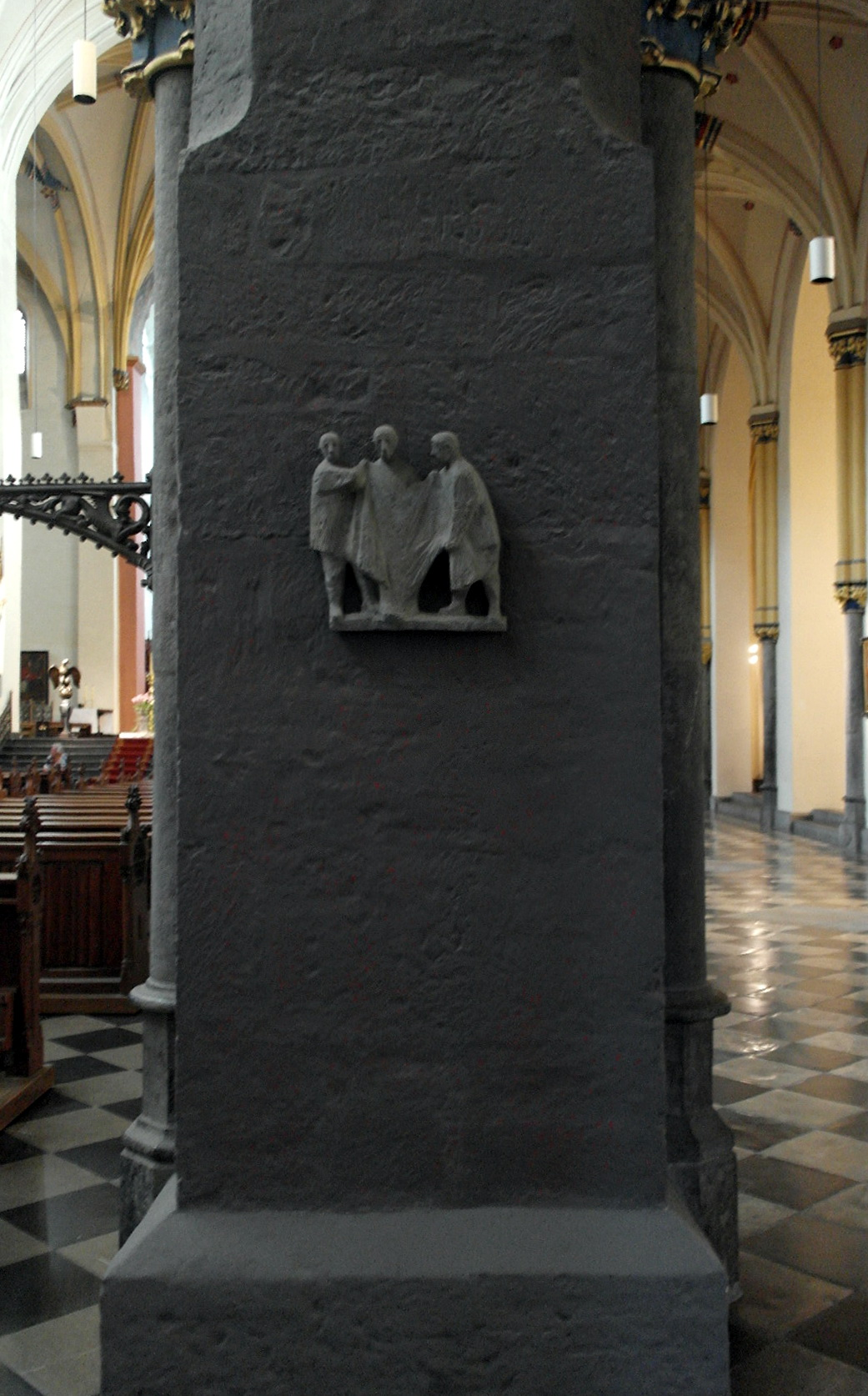
Kreuzweg Servaasbasiliek, Maastricht